# Gymnosporia championii
Gymnosporia championii là một loài thực vật có hoa trong họ Dây gối. Loài này được Dunn mô tả khoa học đầu tiên năm 1921.